# Gestão Camilo Capiberibe no governo do Amapá
O Governo Camilo ou  Gestão Camilo Capiberibe no governo do Amapá corresponde ao período da história Política do estado do Amapá em que Camilo Capiberibe esteve ocupando o cargo de Governador do estado. Esse momento se inicia após derrotar o candidato do PTB Lucas Barreto com 53,77% dos votos válidos, em segundo turno. A eleição de Capiberibe marca o retorno do Partido Socialista Brasileiro ao executivo estadual depois de oito anos. Camilo, que nasceu em Santiago do Chile, é filho de João Capiberibe, governador do Amapá na década de 1990, e  de Janete Capiberibe, atualmente a deputada federal mais votada do estado nas últimas eleições.

## Mandato

### Posse e primeiros atos
Camilo Capiberibe tomou posse como governador do estado do Amapá em 1 de janeiro de 2011, após uma campanha eleitoral conturbada. A cerimônia ocorreu na Assembleia Legislativa do estado nos primeiros minutos de 2011. A corrida eleitoral foi marcada pela prisão do então governador Pedro Paulo Dias, do ex-governador Waldez Góes, do então prefeito de Macapá Roberto Góes e de outros políticos locais na Operação Mãos Limpas. Pedro Paulo, que foi preso por nove dias em setembro, acusado de envolvimento em esquema de desvio de recursos públicos, concorria à reeleição, mas não conseguiu passar para o segundo turno. Capiberibe tornou-se assim o mais jovem governador do Brasil e da história do Amapá, tendo tomado posse com 38 anos. Camilo é filiado ao PSB há mais de dez anos e já foi secretário de Organização da Executiva Estadual do partido.
Para as secretarias estaduais, o governador afirmou que usou o critério técnico aliado a relação política na seleção da equipe de assessores. Durante a solenidade de posse dos novos gestores, Capiberibe voltou a falar das dificuldades que o estado enfrenta na área financeira após os sete anos da gestão PDT e um ano da gestão PP. Ele garantiu, contudo, que não haveria atraso no pagamento dos servidores. Uma das nomeações que mais chamou atenção foi à de Zé Miguel - famoso cantor regional - para à secretaria de cultura. A secretaria da Fazenda ficou a cargo de Claúdio Pinho, que também foi secretário na gestão de João Capiberibe.

### Habitação
Os principais investimentos da gestão de Camilo na habitação foram:
- Conjunto Habitacional Macapaba[6]
- Conjunto Habitacional Aturiá[7]
- Conjunto Habitacional Congós[8]

### Infraestrutura
- Asfaltamento do ramal do Bacabinha
- Asfaltamento do trecho norte da BR-156
- Construção da Rodovia Norte Sul[9]
- Duplicação da Rodovia Estadual Duca Serra
- Asfaltamento da AP-070[10]
- Construção da Ponte sobre o Rio Matapi[11]
- Asfaltamento da Rodovia AP-010[12]

### Educação
Dentre a inauguração de escolas, as principais foram:
- Augusto dos Anjos[13]
- Professora Risalva Freitas do Amaral[14]
- Jacinta Carvalho

Dentre as escolas reformadas, as principais foram:
- Escola Mário Quirino
- Escola Deusolina Salles Farias
- Escola Josefa Jucileide
- Escola Augusto Antunes

No ensino superior, o governo:
- Criou Plano de Cargos, Carreira e Remuneração para docentes da UEAP[15]
- Lançou o edital para construção de novo campus da universidade

## Controvérsias

### Denúncias na Sesa
O Ministério Público ajuizou uma Ação Civil Pública contra Evandro Gama, Edilson Pereira e Lineu da Silva Facundes (ex-secretários da Saúde) e contra o secretário-adjunto Robério Monteiro de Souza por manterem contratos sem licitação na pasta, herdados da gestão do Governo anterior. Os secretários foram  incursos na conduta descrita no artigo 89 da Lei 8.666/93, que rege as normas para licitações. Os empresários Francisco Odilon Filho, Charles Gomes de Jesus e Diego Soares de Castro também foram denunciados pelo MP pois se beneficiariam das supostas irregularidades. O Jornal Tribuna Amapaense publicou, em janeiro de 2014, uma reportagem com o título Por Baixo do Pano que apontava compras realizadas pela Sesa, na gestão da secretária Olinda Consuelo, sem licitação e pagamentos irregulares com a utilização de recursos do Banco Nacional de Desenvolvimento (BNDES), além da contratação de empresas para aquisição de medicamentos sem o registro na Agência Nacional de Vigilância Sanitária (Anvisa). Um suposto esquema de nepotismo e propina também foi apontado pela reportagem, sendo a secretária de saúde esposa de Cezar Costa Souza, chefe da Central de Medicamentos. Em meio às denúncias, a secretária de Saúde, Olinda Consuelo, foi substituída por Jardel Nunes, que já foi secretário na gestão de João Capiberibe.
Em 30 de julho de 2013, o Conselho Regional de Medicina do Amapá e o Sindicato dos Médicos do estado realizaram uma vistoria no Hospital de Emergências de Macapá. Durante a vistoria, flagrou-se o momento em que um paciente é atendido no chão da UTI semi-intensiva da instituição, após uma parada cardíaca. A cena foi filmada e divulgada nos meios de comunicação. O fato teve repercussão nacional, chegando a se exibido no Jornal da Record, no Jornal Globo News e em outros veículos. O diretor do hospital, Regiclaudio Silva, afirmou que "Por ser um hospital de pronto atendimento, temos que atender todos que chegam. Na UTI semi-intensiva temos capacidade para 4 pacientes. No momento em que chegou a vítima todos os leitos estavam lotados". Já a Secretaria de Saúde informou em nota que "o caso exposto pelo CRM é o retrato da herança maldita que foi deixada pela gestão anterior, que não fez investimentos na área da saúde nos últimos 10 anos".

### Processos de Impeachment
Ainda no primeiro ano de mandato, Camilo sofreu uma representação da Promotoria de Justiça e Cidadania por irregularidades na Secretaria de Estado da Saúde. As investigações mostraram que havia indícios de ilegalidades nas licitações realizadas pela secretaria. Uma CPI foi instaurada na Assembleia Legislativa para investigar o caso.
Durante a greve dos professores da rede pública de ensino, em meados de 2012, o Sindicato dos Professores do Amapá protocolou na Assembleia Legislativa, uma representação por crime de responsabilidade contra o governador Camilo Capiberibe. A representação reuniu mais de duas mil assinaturas pedindo o afastamento do governador do cargo por 180 dias. A Comissão de Constituição e Justiça da AL decidiria se após esse prazo o governador sofreria processo de impeachment. Entretanto, a comissão emitiu parecer desfavorável ao afastamento de Camilo Capiberibe do cargo de governador do estado.
Em setembro de 2012, um professor municipal protocolou um pedido de afastamento de Capiberibe alegando que o Governo do Estado está incorrendo no crime de responsabilidade por não repassar o IPVA, ICMS e ISS à Prefeitura de Macapá. Segundo o pedido, a retenção dos impostos estaria causando incalculáveis prejuízos a administração do município de Macapá, inclusive no pagamento dos funcionários e fornecedores. Uma Comissão Especial composta de cinco deputados foi montada para emitir um parecer sobre o processo. Ao fim dos trabalhos, a comissão entendeu não haver necessidade do processo de Impeachment.

### Escândalo das 35 contas bancárias
Em 4 de abril de 2012, a revista Época publicou uma reportagem com o título O governador de 35 contas bancárias. No texto, a semanal informava que a Polícia Federal descobriu que Camilo Capiberibe aparece como titular de 35 contas bancárias. Em cinco dessas contas, Claudia Camargo Capiberibe, sua esposa e secretária de inclusão e mobilização social, aparece como cotitular. A PF chegou ao governador enquanto investigava as provas da Operação Mãos Limpas. No meio do material investigado, foram encontrados indícios de que Camilo, enquanto deputado estadual, teria desviado recursos públicos. Em relatório, a Polícia Federal pediu a quebra de sigilo bancário do governador, acusando-o de formação de quadrilha e peculato. O desvio de dinheiro público teria acontecido mediante a apresentação de notas frias para comprovar os gastos do então deputado estadual em viagens aéreas. Camilo disse, em entrevista à revista, que não tem 35 contas bancárias, e sim 8. Duas semanas depois da reportagem, o governador foi à Brasília para prestar depoimento ao ministro João Otávio Noronha, no Superior Tribunal de Justiça.

### Concessão da Floresta Estadual do Amapá
Estava programado para novembro de 2013 um edital de concessão de lotes para a exploração de madeira na área da Floresta Estadual do Amapá (Flota). A medida seria uma forma de diminuir o desmatamento de áreas protegidas no estado e incentivar os investimentos privados no Amapá. A exploração de madeira na região seria feita de maneira sustentável, todavia, uma decisão do juiz federal João Bosco Soares declarou a inconstitucionalidade da lei de criação da Flota afirmando que falta um decreto regulamentador para garantir o repasse definitivo das terras da União para o estado. Enquanto o edital permanecia parado, um projeto de lei que revoga a lei de criação da unidade de conservação andava na Assembleia Legislativa. A bancada de apoio ao governo declarou que votaria contra a extinção da Floresta. A votação não chegou a acontecer porque os deputados retiraram de pauta a matéria que revoga a lei de criação da Flota. O Ministério Público orientou os deputados a se abster na votação até a "conclusão do processo de transferência das terras públicas da União para o Amapá."

### Gastos com publicidade
O Estado de São Paulo publicou no dia 9 de fevereiro de 2013 uma matéria que revelava o aumento dos gastos com propaganda institucional e de utilidade pública em alguns estados. O governador Camilo Capiberibe aparece na lista ao lado de governadores como: Geraldo Alckmin (SP), Marconi Perillo (GO) e Simão Jatene (PA). A realidade é que, entre 2012 e 2013, o gasto com propaganda do governo do Amapá aumentou em 67% - o terceiro maior aumento do país - ao em torno de 15,3 milhões de reais. Se ampliada a comparação para 2011, o governo do Amapá teve o maior crescimento com propaganda: 206%. As agências de publicidade que ganham os contratos para executar a propaganda do poder público são, em sua maioria, de propriedade dos marqueteiros que cuidam das campanhas dos governadores, como é o caso da Revolution Comunicação, no Amapá.